# Kyle Hudson
Kyle Jordan Hudson (né le 7 janvier 1987 à Mattoon, Illinois, États-Unis) est un joueur de champ extérieur des Ligues majeures de baseball sous contrat avec les Orioles de Baltimore.

## Carrière
Joueur évoluant à l'Université de l'Illinois où il est aussi receveur éloigné au football américain, Kyle Hudson est un choix de quatrième ronde des Orioles de Baltimore en 2008.
Il fait ses débuts dans le baseball majeur avec les Orioles le 4 septembre 2011 et réussit le premier coup sûr de sa carrière le 5 septembre contre le lanceur Scott Proctor des Yankees de New York. Il obtient 2 points produits et réussit 2 vols de buts pour les Orioles en 14 matchs en 2011. Il est libéré par l'équipe le 19 janvier 2012. Le 28 janvier, il signe un contrat des ligues mineures avec les Rangers du Texas, qui l'invitent à leur entraînement de printemps. Vers la fin de l'entraînement de printemps, le 31 mars, les Rangers le transfèrent aux Rays de Tampa Bay contre une somme d'argent. Assigné aux ligues mineures par les Rays, il est transféré aux Phillies de Philadelphie le 16 mai suivant contre le voltigeur Rich Thompson mais il ne revient pas dans les majeures cette année-là.
Le 7 février 2013, Hudson signe un contrat avec son ancienne équipe, les Orioles de Baltimore.